# Comuna Beltinci
Beltinci (Občina Beltinci) este o comună din Slovenia, cu o populație de 8.256 de locuitori (2002).

## Localități
Beltinci, Bratonci, Dokležovje, Gančani, Ižakovci, Lipa, Lipovci, Melinci.